# Jacques Philippe Marie Binet
Jacques Philippe Marie Binet (Rennes, 2 de febrero de 1786 - París, 12 de mayo de 1856) fue un matemático y astrónomo francés.

## Semblanza
Jacques Binet ingresó en la Escuela Politécnica de París el 22 de noviembre de 1804. Después de su graduación, en 1806, trabajó en el Departamento de Puentes y Caminos del gobierno francés.
En 1807 asumió como profesor en la escuela Politécnica y un año después era asistente del profesor de geometría descriptiva y análisis aplicado. En 1815 sucedió a Siméon Denis Poisson en la cátedra de mecánica.
En 1816 fue uno de los editores de la Mecánica Analítica de Joseph-Louis de Lagrange.
En 1812 descubrió la regla de multiplicación de matrices. Investigó los fundamentos de la teoría de matrices y preparó el terreno para los posteriores trabajos de Arthur Cayley y James Joseph Sylvester.
Entre las obras importantes para el desarrollo de la matemática él escribió "Mémoire sur les intégrales définies eulériennes" (Memoria acerca de las integrales definidas eulerianas), en 1840.
Binet fue nombrado Caballero de la Legión de Honor el 1º de mayo de 1821 y electo para la Academia de Ciencias en 1843.
Sus contribuciones en física, matemáticas y astronomía superan los cincuenta trabajos. Durante 30 años fue profesor de astronomía en el Collège de France.

## Fórmulas atribuidas

### Fórmula de Binet
Proporciona el enésimo término {\displaystyle u_{n}\,} de la sucesión de Fibonacci, definido mediante la siguiente fórmula de recursión:
- {\displaystyle u_{0}=0}
- {\displaystyle u_{1}=1}
- {\displaystyle u_{n}=u_{n-1}+u_{n-2}}, para n> 1

{\displaystyle u_{n}={\frac {1}{\sqrt {5}}}\left[\left({\frac {1+{\sqrt {5}}}{2}}\right)^{n}-\left({\frac {1-{\sqrt {5}}}{2}}\right)^{n}\right]}.
Existen muchas demostraciones de esta fórmula: por recurrencia, usando series generatrices, o basándose en la transformada Z.
Aunque tradicionalmente se atribuyó a Binet (quien la publicó en 1834), esta fórmula ya había sido obtenida por Abraham de Moivre en 1718, y rigurosamente demostrada por Leonhard Euler en 1765.

### Ecuación de Binet
Sea M una partícula sometida a una fuerza central {\displaystyle {\overrightarrow {\Gamma }}} {\displaystyle {\mathcal {O}}}; y sean {\displaystyle (r,\theta )\,} las coordenadas polares de M respecto a {\displaystyle ({\mathcal {O}},{\mathcal {O}}_{x})}. La velocidad {\displaystyle v\,} y la aceleración {\displaystyle {\overrightarrow {\Gamma }}} de M verifican las siguientes fórmulas:
- {\displaystyle v^{2}\,={\mathcal {C}}^{2}\left[h^{2}+\left({\frac {dh}{d\theta }}\right)^{2}\right]}
- {\displaystyle {\overrightarrow {\Gamma }}=-{\mathcal {C}}^{2}h^{2}\left[{\frac {d^{2}h}{d\theta ^{2}}}+h\right]{\overrightarrow {u}}}

donde {\displaystyle h\,} es igual {\displaystyle {\frac {1}{r}}}, {\displaystyle {\overrightarrow {u}}} es el vector unidad de {\displaystyle {\overrightarrow {OM}}=r{\overrightarrow {u}}} y {\displaystyle {\mathcal {C}}} es una constante igual a dos veces la velocidad areolar (constante) de M.